# Euxoa coerulea
Euxoa coerulea là một loài bướm đêm trong họ Noctuidae.